# 浅間峠
浅間峠（せんげんとうげ）は、東京都西多摩郡檜原村と山梨県上野原市との境にある標高840mの峠である。笹尾根上の峠。南東400mほどに栗坂峠がある。

## 登山
- JR武蔵五日市駅より西東京バス「数馬」行きにて「上川乗」バス停下車（32分）、徒歩登り1時間25分・下り50分[1]
- JR上野原駅より富士急バス「飯尾」行きにて「新山王橋(棡原中学校入口)」バス停下車（21分）、徒歩登り1時間30分・下り1時間10分[1]
- 熊倉山より徒歩40分[1]
- 土俵岳より徒歩45分[1]

頂上には四阿（東屋）とベンチがある。

## 参照
1. 1 2 3 4  山と高原地図 27.高尾・陣馬 2013 昭文社